# Neena Gupta
Neena Gupta (Delhi, 5 giugno 1959) è un'attrice indiana.

## Filmografia parziale

### Attrice
- Gandhi, regia di Richard Attenborough (1982)
- Sul filo dell'inganno (The Deceivers), regia di Nicholas Meyer (1988)
- In Custody / Muhafiz, regia di Ismail Merchant (1993)
- Badhaai Ho, regia di Amit Sharma (2018)
- Mulk, regia di Anubhav Sinha (2018)

Televisione
- Buniyaad (1987)
- Junoon (1994-1998)
- Saans (1999)
- Jassi Jaissi Koi Nahin (2003)
- Panchayat (2020)
- Masaba Masaba (2020)

### Regista televisiva
- Saans (1999) - Serie TV; 179 episodi

## Premi
- National Film Awards
  - 1994: "Best Supporting Actress" (Woh Chokri)
- Filmfare Awards
  - 2019: "Best Actress" (Badhaai Ho)
- Screen Awards
  - 2019: "Best Actress - Critics" (Badhaai Ho)
- Zee Cine Awards
  - 2019: "Extraordinary Couple of the Year" (Badhaai Ho) - con Gajraj Rao
- Lions Gold Awards
  - 2019: "Best Actress" (Badhaai Ho)